# St. Pauls
|  | No s'ha de confondre amb Saint Paul. |

St. Pauls és una població del Comtat de Robeson a l'estat de Carolina del Nord (Estats Units d'Amèrica) 

## Demografia
Segons el cens dels Estats Units del 2000 St. Pauls tenia 2.137 habitants
, 859 habitatges i 571 famílies. La densitat de població era de 620,4 habitants per km².
Dels 859 habitatges en un 29,8% hi vivien nens de menys de 18 anys, en un 41,9% hi vivien parelles casades, en un 17,5% dones solteres, i en un 33,5% no eren unitats familiars. En el 30,8% dels habitatges hi vivien persones soles el 14,7% de les quals corresponia a persones de 65 anys o més que vivien soles. El nombre mitjà de persones vivint en cada habitatge era de 2,49 i el nombre mitjà de persones que vivien en cada família era de 3,02.
Per edats la població es repartia de la següent manera: un 25,8% tenia menys de 18 anys, un 10,7% entre 18 i 24, un 28,1% entre 25 i 44, un 21,8% de 45 a 60 i un 13,7% 65 anys o més.
L'edat mediana era de 35 anys. Per cada 100 dones de 18 o més anys hi havia 89,7 homes.
La renda mediana per habitatge era de 22.347 $ i la renda mediana per família de 27.708 $. Els homes tenien una renda mediana de 27.218 $ mentre que les dones 20.750 $. La renda per capita de la població era de 12.520 $. Entorn del 17,2% de les famílies i el 22,8% de la població estaven per davall del llindar de pobresa.

## Poblacions properes
El següent diagrama mostra les poblacions més properes.